# 三並達也
三並 達也（みなみ たつや、1963年7月18日 - ）は、日本の実業家。ゲームクリエイター。元プラチナゲームズ株式会社代表取締役社長。大阪府出身。

## 人物
1987年、なんばデザイナー学院専門学校を卒業後、株式会社カプコンに入社。開発業務課長、第三開発部執行役員部長、開発統括編成室副室長などを務め、移植作品やそれらの続編、他社との共同開発作品などを多く手掛けた。
2006年、カプコンを退社。有限会社ODDを設立し、代表取締役社長に就任する（2006年7月、株式会社化）。
2007年10月、ODDとSEEDS株式会社を合併、商号をプラチナゲームズ株式会社とする。
2016年4月、プラチナゲームズ株式会社、代表取締役社長を退任する。
2017年、株式会社エムツーを設立。
2023年7月24日、株式会社マシンヘッドワークスを設立。

## 主な作品
- 大魔界村（1988年12月、カプコン、AC）
- パジャマヒーロー NEMO（1990年12月7日、カプコン、FC）ゲームデザイナー
- 超魔界村（1991年10月4日、カプコン、SFC）プランナー
- ファイナルファイト2（1993年5月22日、カプコン、SFC）プランナー
- ロックマン6 史上最大の戦い!!（1993年11月5日、カプコン、FC）アドバイザー
- バイオハザード（1997年7月25日、カプコン、SS）プロデューサー
- ストリートファイターEX2（1998年5月、アリカ、カプコン、AC）プロデューサー
- ロックマン6 史上最大の戦い!!（1999年12月9日、カプコン、PS）プロデューサー
- バイオハザード ガンサバイバー（2000年1月27日、カプコン、PS）プロデューサー
- ストリートファイターEX3（2000年3月4日、アリカ、カプコン、PS2）プロデューサー
- ガイアマスター 神々のボードゲーム（2000年4月13日、カプコン、PS）プロデューサー
- ガンスパイク（2000年10月、カプコン、彩京、AC）プロデューサー
- エルドラドゲート（2000年10月10日 - 2001年10月10日、カプコン、DC）ゼネラルプロデューサー
- ロックマンX サイバーミッション（2000年10月20日、カプコン、GB）プロデューサー
- ロックマンDASH 鋼の冒険心（2000年11月22日、カプコン、N64）プロデューサー
- ロックマンX5（2000年11月30日、カプコン、PS）プロデューサー
- バウンティハンターサラ ホーリーマウンテンの帝王（2001年5月24日、カプコン、PS・DC）プロデューサー
- ファイナルファイトONE（2001年5月25日、カプコン、GBA）プランナー
- ガイアマスター決戦!世紀王伝説（2001年6月28日、カプコン、DC）プロデューサー
- ガイアマスターDUEL カードアタッカーズ（2001年6月29日、カプコン、GBC）プロデューサー
- ガンサバイバー2 バイオハザード CODE：Veronica（2001年7月、カプコン・ナムコ、AC）プロデューサー
- スーパーストリートファイターII X リバイバル（2001年7月13日、カプコン、GBA）プロデューサー
- ロックマンX2 ソウルイレイザー（2001年7月19日、カプコン、GBC）プロデューサー
- ロックマンX6（2001年11月29日、カプコン、PS）プロデューサー
- ガンサバイバー3 ディノクライシス（2002年6月27日、カプコン、PS2）プロデューサー
- 超魔界村R（2002年7月19日、カプコン、GBA）プロデューサー
- ミッキーマウスの不思議な鏡（2002年8月9日、任天堂、GC）[注釈 2]プロデューサー
- ロックマン&フォルテ（2002年8月10日、カプコン、GBA）プロデューサー
- クリティカル バレット 7th TARGET（2002年10月23日、カプコン、PS2）プロデューサー
- ブレス オブ ファイアV ドラゴンクォーター（2002年11月14日、カプコン、PS2）ゼネラルプロデューサー
- バイオハザード0（2002年11月21日、カプコン、GC）総合プロデューサー
- クロックタワー3（2002年12月12日、カプコン、PS2）プロデューサー
- ガンサバイバー4 バイオハザード HEROES NEVER DIE（2003年2月13日、カプコン、PS2）プロデューサー
- ロックマンX7（2003年7月17日、カプコン、PS2）ゼネラルプロデューサー
- アラジン（2003年8月1日、カプコン、GBA）プロデューサー
- ミッキーとミニーのマジカルクエスト2（2003年11月11日、任天堂、GBA）[注釈 2]プロデューサー
- クリムゾンティアーズ（2004年4月22日、カプコン、PS2）エグゼクティブプロデューサー
- ロックマンX COMMAND MISSION（2004年7月29日、カプコン、PS2・GC）ゼネラルプロデューサー
- ティム・バートン ナイトメアー ビフォア クリスマス ブギーの逆襲（2004年10月21日、カプコン、PS2）プロデューサー
- デビルメイクライ3（2005年2月17日、カプコン、PS2）エグゼクティブプロデューサー
- ロックマンX8（2005年3月10日、カプコン、PS2）エグゼクティブプロデューサー
- デメント（2005年4月21日、カプコン、PS2）エグゼクティブプロデューサー
- 逆転裁判 蘇る逆転（2005年9月15日、カプコン、DS）製作総指揮
- ビートダウン（2005年11月2日、カプコン、PS2・Xbox）エグゼクティブプロデューサー
- ストリートファイターZERO3↑↑（2006年1月19日、カプコン、PSP）プロデューサー
- 極魔界村（2006年8月3日、カプコン、PSP）プロジェクトスーパーバイザー
- 無限航路（2009年6月11日、セガ、DS）エグゼクティブプロデューサー
- マッドワールド（2010年2月10日、スパイク、Wii）[注釈 3]エグゼクティブプロデューサー
- バイオハザード RE:3（2020年4月3日、カプコン）エグゼクティブプロデューサー
- 帰ってきた 魔界村（2021年2月25日、カプコン）チーフプロデューサー
- バイオハザード RE:4（2023年3月24日、カプコン）エグゼクティブプロデューサー